# Wintertime Wager
Wintertime Wager is een stripverhaal geschreven en getekend door Carl Barks uit 1948, met Donald Duck en Guus Geluk in de hoofdrol. Het is het eerste verhaal waarin Guus voorkomt als personage.

## Verhaal
Op Nieuwjaarsdag, terwijl het buiten steenkoud is, krijgt Donald Duck onverwachts bezoek van zijn neef Guus, die hem herinnert aan een weddenschap die ze afgelopen zomer tijdens een picknick hebben gesloten: Donald heeft gezegd dat hij het aan zou durven om op Nieuwsjaarsdag in het IJsberenmeer te gaan zwemmen, anders zal hij zijn huis afstaan aan Guus. Donald zegt dat hij zich hiervan niets meer kan herinneren, maar Guus heeft het papier nog dat Donald heeft getekend. Donald kan er dus niet onderuit. De neefjes boren een gat in het ijs, maar Donald kan het niet opbrengen om erin te springen. Hij heeft dus de weddenschap verloren en is zijn huis kwijt.
Dan komt Katrien en zij herinnert Guus aan wat hij zelf tijdens de picknick heeft beloofd: hij zal op Nieuwjaarsdag twee grote emmers limonade in een uur leegdrinken, anders krijgt Donald zijn huis weer terug. Maar Guus krijgt nog niet eens één emmer leeggedronken, waarmee Donald zijn huis dus gewoon weer terug heeft.